# ینی‌سئیسک
شهر ینیسیسک (به روسی: Енисейск) در کشور روسیه و در کرای کراسنویارسک واقع شده‌است.